# طوق كازال
طوق كازال أو قلادة كازال (بالإنجليزية: Casal collar)‏ هو علامة سريرية يظهرُ فيها طفح جلدي حمامي مصطبغ موزعٌ على طوق واسعٍ (القطاع الجلدي المغذى بالعصب النخاعي العنقي الثالث والرابع). لوحظت في المرضى الذين يعانون من داء بلاغرا. سُميت نسبةً إلى غاسبار كاسال.